# Инсулиноподобный фактор роста 2
Инсулиноподобный фактор роста-2 (ИФР-2, ИПФ-2, соматомедин А, англ. IGF2)— один из трёх белковых гормонов, структурно подобных инсулину.
У людей ген, кодирующий ИФР-2, содержится в участке хромосомы 11 p15.5.

## Функции
ИФР-2 выполняет функцию гормона роста во время беременности.
Также было обнаружено, что довольно большое количество ИФР-2 содержится в гиппокампе — участке мозга, ответственного за консолидацию памяти. Его наличие оказывает стимулирующее воздействие на межклеточные связи и механизмы, лежащие в основе долговременного запоминания. Таким образом, гормон может использоваться для разработки препаратов против таких дисфункций памяти, как болезнь Альцгеймера.